# کارامانیچو ترمه
کارامانیچو ترمه (به ایتالیایی: Caramanico Terme) یک کومونه در ایتالیا است که در استان پسکارا واقع شده‌است.

## خصوصیات
کارامانیچو ترمه ۸۴٫۵۵ کیلومترمربع مساحت و ۲٬۰۳۰ نفر جمعیت دارد و ۶۵۰ متر بالاتر از سطح دریا واقع شده‌است.